# Dennis van der Heijden
Dennis van der Heijden (Schiedam, 17 februari 1997) is een Nederlands voetballer die als aanvaller voor BVV Barendrecht speelt. Hij kwam in het betaald voetbal uit voor onder meer ADO Den Haag, FC Volendam en Almere City.

## Carrière

### ADO Den Haag
Van der Heijden speelde in de jeugd voor Sportclub Feyenoord, FC Dordrecht en ADO Den Haag en debuteerde op 14 februari 2016 in het betaald voetbal. Hij maakte die dag zijn debuut voor ADO Den Haag tijdens een met 2–4 gewonnen competitiewedstrijd uit bij Excelsior. Hij viel in de 77e minuut in voor Vito Wormgoor. Enkele seconden later maakte hij de 2–2 en zeven minuten later de 2–3. Hij kwam in het restant van het seizoen nog achtmaal in actie, maar kwam niet meer tot scoren. Het volgende seizoen kreeg ADO Den Haag in de persoon van Željko Petrović een nieuwe trainer, maar het resulteerde niet in een vaste basisplek voor Van der Heijden. Na een half seizoen stond de teller op veertien invalbeurten en twee basisplaatsen.

### Verhuur aan FC Volendam
Op 31 januari 2017 maakte FC Volendam via de officiële kanalen bekend Dennis van der Heijden van ADO Den Haag te huren voor het restant van het seizoen. Er was ook interesse van SC Cambuur en NAC Breda, maar de aanvaller koos voor een verblijf bij de ploeg uit Volendam. Drie dagen later liet trainer Robert Molenaar de spits in de basis debuteren in het competitieduel tegen FC Emmen, waarin hij de volledige negentig minuten meedeed. Tien dagen later was Van der Heijden in een uitduel tegen Jong FC Utrecht (2-4 winst) voor het eerst trefzeker. Eind februari miste hij door blessureleed twee duels. Nadien gaf trainer Robert Molenaar drie duels op rij de voorkeur aan Enzo Stroo in de punt van de aanval en bleef Van der Heijden als ongebruikte wissel op de bank. Eind maart keerde de aanvaller terug in de basiself, toen hij in de wedstrijd tegen RKC Waalwijk de niet fitte Rodney Antwi verving. Van der Heijden betaalde het vertrouwen van de trainer terug met twee treffers in de 1-4 uitoverwinning. FC Volendam sloot het regulier seizoen af op de zesde plaats en plaatste zich voor play-offs om promotie naar de Eredivisie, maar hierin kwam Van der Heijden niet in actie. 

### Almere City
Op 31 augustus 2017 tekende Van der Heijden een contract tot medio 2018 met een optie voor nog een jaar bij Almere City FC, de nummer acht van het voorgaande seizoen van de Eerste divisie. Van der Heijden sprak bij zijn komst positieve woorden:

"‘Ik ben heel blij om bij Almere City te gaan voetballen. Dit is voor mij de juiste plek om een mooi jaar te beleven’. ‘Ik heb twee gesprekken gehad met trainer Jack de Gier en daar sprak veel vertrouwen uit. Dat kan mijn prestaties alleen maar ten goede komen. Ik zou tevreden zijn wanneer we met deze club een periodetitel winnen of bij de bovenste ploegen in de Jupiler League eindigen."'

Op 8 augustus volgde zijn debuut in een 3-1 thuisoverwinning op Helmond Sport. Twee weken later maakte Van der Heijden zijn eerste twee doelpunten voor zijn werkgever waardoor er een punt werd gepakt tegen FC Oss. Almere City sloot het seizoen af op een negende plek, een plek lager dan het voorgaande seizoen. Van der Heijden kwam in totaal 31 wedstrijden in actie waarin hij zevenmaal het net wist te vinden. In het slot van het reguliere seizoen belande hij op een zijspoor en kwam hij in de laatste acht wedstrijden slechts zeven minuten in actie. Almere haalde vervolgens de finale van de play-offs, maar verloor hierin over twee wedstrijden van De Graafschap. De bijdrage van Van der Heijden in de play-offs was beperkt, hij speelde enkel elf minuten mee in de returnwedstrijd van de finale.  

### Carpi FC en verhuur aan Fermana
Medio 2018 tekende Van der Heijden een driejarig contract bij Carpi. De ploeg kwam in het seizoen 2018/19 uit in de Serie B, het tweede niveau van Italië. In het eerste halfjaar kwam Van der Heijden echter niet verder dan één invalbeurt. Dit was als invaller in de tweede ronde van de Coppa Italia tegen Ternana Calcio. Om meer speelritme op te doen, werd Van der Heijden in januari 2019 voor het restant van het seizoen verhuurd aan het een divisie lager spelende Fermana FC. Hier kwam hij tien duels in actie. Aan het einde van het seizoen keerde Van der Heijden terug naar Carpi, dat in zijn afwezigheid was gedegradeerd naar de Serie C. Wederom kwam Van der Heijden niet voor in de plannen en in de eerste helft van het seizoen 2019/20 bleef zijn bijdrage beperkt tot twee invalbeurten in de competitie en twee invalbeurten in de Coppa Italia Serie C. 

### Verhuur aan TOP Oss
Op 31 januari 2020 werd bekend dat Van der Heijden het seizoen op huurbasis zou afmaken bij TOP Oss. Hij werd vaste spits onder trainer Klaas Wels, maar na vijf duels werd het Eerste divisie-seizoen vroegtijdig afgebroken vanwege de coronapandemie in Nederland. In augustus 2020 werd de huurovereenkomst met een seizoen verlengt. Van der Heijden was in het seizoen 2020/21 na Bo Geens en Rick Stuy van den Herik de speler met de meeste speelminuten. Hij kwam 37 duels in actie en was hierin goed voor acht doelpunten en zes assists. Medio 2021 kwam de huurperiode ten einde en liep tevens zijn contract bij Carpi af. 

### Chrobry Głogów
Van der Heijden trok vervolgens naar Polen, waar hij eind juni 2021 een contract tekende voor een jaar bij tweedeklasser Chrobry Głogów, met een optie om het met nog een jaar te verlengen. Van der Heijden kwam in totaal 32 keer in actie in zijn eerste seizoen in Polen. Op de laatste speeldag werd er met 4-0 gewonnen van Zagłębie Sosnowiec, waardoor Chrobry Głogów zich van de zesde plaats verzekerde en voor het eerst in de historie mocht meespelen in de play-offs om promotie naar de Ekstraklasa. Van der Heijden kwam in deze wedstrijd zestien minuten voor tijd binnen de lijnen als vervanger van Mikołaj Lebedyński. In de halve finale, waarin Van der Heijden wederom als invaller fungeerde, werd Arka Gdynia met 0-2 verslagen. In de finale tegen Korona Kielce werd Van der Heijden in de tweede helft van de verlenging gebracht, maar de Schiedammer kon niet voorkomen dat er uiteindelijk met 3-2 werd verloren door een doelpunt van Jacek Kielb in de 119ᵉ minuut.

### VV Capelle
Ondanks interesse van clubs uit de Eerste divsie, besloot Van der Heijden het professionele voetbal vaarwel te zeggen. Op 30 mei 2022 werd bekend dat vv Capelle uit de Vierde divisie zich verzekerd had van zijn diensten voor het komende voetbalseizoen. Hiermee kwam er een einde aan de profloopbaan van Van der Heijden, die hem onder meer langs Italië en Polen voerde. Hij ging aan de slag in de vastgoedbranche.

### Barendrecht
Na drie seizoenen bij de ambitieuze Capellenaren werd op 20 januari 2025 bekendgemaakt dat Van der Heijden medio 2025 de overstap zou maken naar Tweede divisionist BVV Barendrecht.

## Clubstatistieken
| Seizoen                    | Club            | Competitie      | Competitie | Competitie | Beker | Beker | Internationaal | Internationaal | Overig | Overig | Totaal | Totaal |
| Seizoen                    | Club            | Competitie      | Wed.       | Dlp.       | Wed.  | Dlp.  | Wed.           | Dlp.           | Wed.   | Dlp.   | Wed.   | Dlp.   |
| -------------------------- | --------------- | --------------- | ---------- | ---------- | ----- | ----- | -------------- | -------------- | ------ | ------ | ------ | ------ |
| 2015/16                    | ADO Den Haag    | Eredivisie      | 9          | 2          | 0     | 0     | —              | —              | —      | —      | 9      | 2      |
| 2016/17                    | ADO Den Haag    | Eredivisie      | 16         | 0          | 1     | 1     | —              | —              | —      | —      | 17     | 1      |
| 2016/17                    | → FC Volendam   | Eerste divisie  | 9          | 3          | 0     | 0     | —              | —              | 0      | 0      | 9      | 3      |
| 2017/18                    | Almere City FC  | Eerste divisie  | 28         | 7          | 2     | 0     | —              | —              | 1      | 0      | 31     | 7      |
| 2018/19                    | Carpi FC        | Serie B         | 0          | 0          | 1     | 0     | —              | —              | —      | —      | 1      | 0      |
| 2018/19                    | → Fermana       | Serie C         | 10         | 0          | 0     | 0     | —              | —              | —      | —      | 10     | 0      |
| 2019/20                    | Carpi FC        | Serie C         | 2          | 0          | 0     | 0     | —              | —              | —      | —      | 2      | 0      |
| 2019/20                    | → TOP Oss       | Eerste Divisie  | 5          | 1          | 0     | 0     | —              | —              | —      | —      | 5      | 1      |
| 2020/21                    | → TOP Oss       | Eerste Divisie  | 37         | 8          | 1     | 0     | —              | —              | —      | —      | 38     | 8      |
| 2021/22                    | Chrobry Głogów  | I liga          | 28         | 3          | 3     | 0     | —              | —              | —      | —      | 31     | 3      |
| Carrière totaal            | Carrière totaal | Carrière totaal | 144        | 24         | 8     | 1     | 0              | 0              | 1      | 0      | 152    | 25     |
| Bijgewerkt tot 2 juni 2022 |                 |                 |            |            |       |       |                |                |        |        |        |        |